# Evingsen
Evingsen war bis 1968 eine selbständige Gemeinde und Teil des Amtes Hemer im damaligen Kreis Iserlohn. Im Zuge einer Gebietsreform (§ 3 Gesetz zur Neugliederung des Landkreises Altena und der kreisfreien Stadt Lüdenscheid) wurde Evingsen 1969 der Stadt Altena in Nordrhein-Westfalen, Deutschland zugeordnet. Evingsen liegt im Norden des Sauerlandes und gehört zum Märkischen Kreis.

## Geschichte

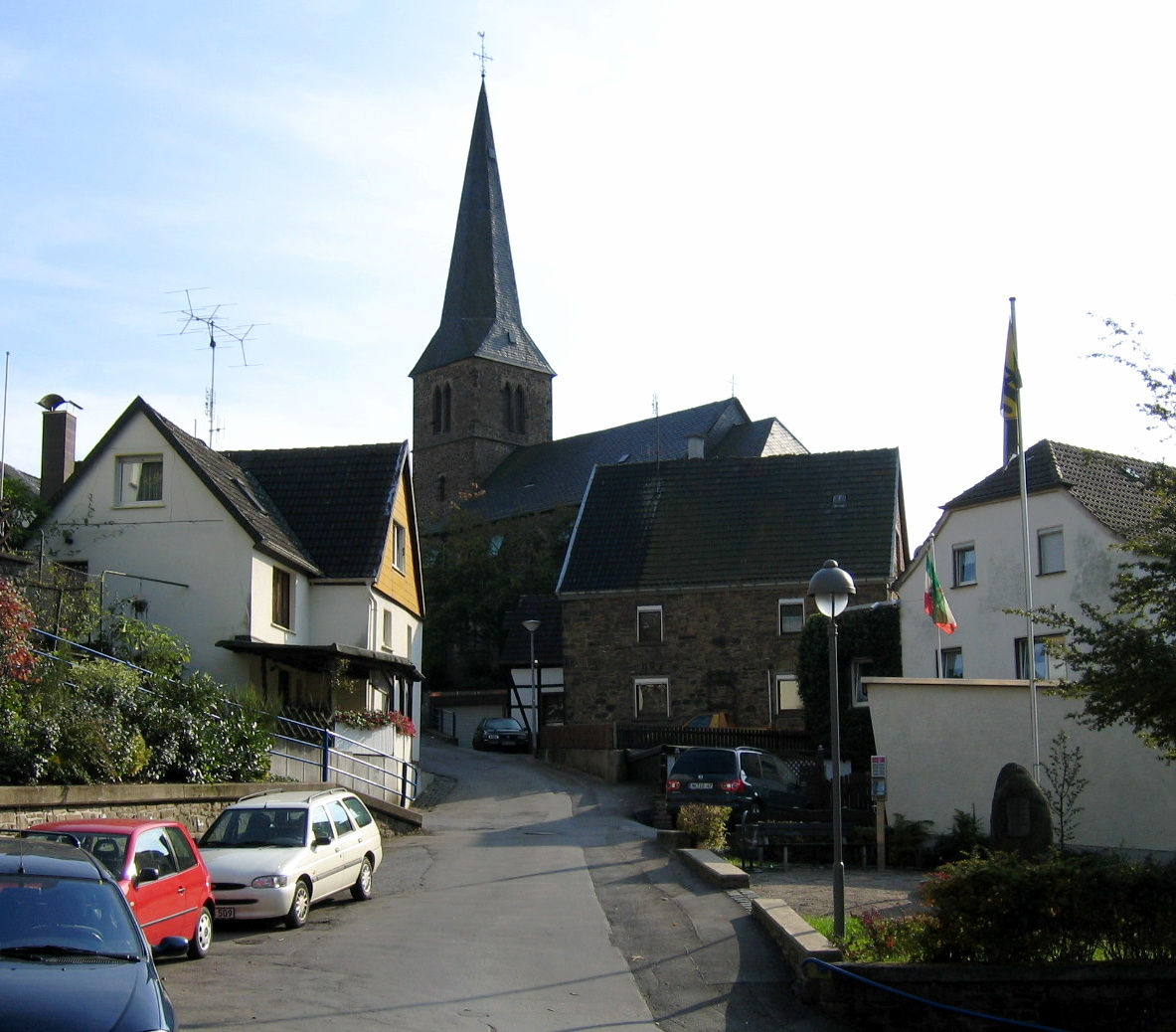
Ortskern

Evingsen wurde als Gut Ebinckhaus erstmals 1363 urkundlich erwähnt.
1904 bestand die Gemeinde Evingsen mit damals 1049 Einwohnern aus den Wohnplätzen Evingsen, Giebel, Heide, Heidermühle, Heidersiepen, Hüingsen, Auf der Hütte, Kohlberg, Löttringsen, Löttringserhahn, Nettenscheid, Rüssenberg, Schwarzpaul, Springen, Stodt und Tüssenberg und war die südlichste Gemeinde im Amt Hemer. Die Gemeindegröße betrug 697 ha. In den Folgejahren stiegen die Einwohnerzahlen 1907 auf 1133 und 1910 auf 1158.
Am 1. Januar 1969 schied Evingsen aufgrund des Landesgesetzes vom 17. Dezember 1968 aus dem Amt Hemer aus und wurde mit Ausnahme der Wohnplätze Heide, Heidermühle, Hüingsen, Schwarzpaul und Stodt, welche zu Ihmert kamen, ein Ortsteil der Stadt Altena.

## Politik

### Ortsvorsteher
2007 übernahm Dirk Mühle das Amt als Ortsvorsteher von seiner Vorgängerin Margot Köhn. Beide gehören der CDU an. Seit 2014 bekleidet Thomas Schmitz von der SPD das Amt des Ortsvorstehers.

### Wappen
Das Wappen der Gemeinde Evingsen ist von Schwarz nach Gold gespalten und trägt, wie die Wappen aller Gemeinden des Amtes Hemer, rechts drei (2:1) Wolfsangeln.  Daneben ist eine Ahle in verwechselten Farben abgebildet. Diese stand als Symbol für die ortsansässige Industrie, die lange Jahre von der Produktion von Schuhmacherartikeln, insbesondere Ahlen, bestimmt war.
Das Wappen wurde am 14. Juni 1939 verliehen und erlosch am 31. Dezember 1968 im Wege der Gebietsneuordnung.

## Sehenswürdigkeiten

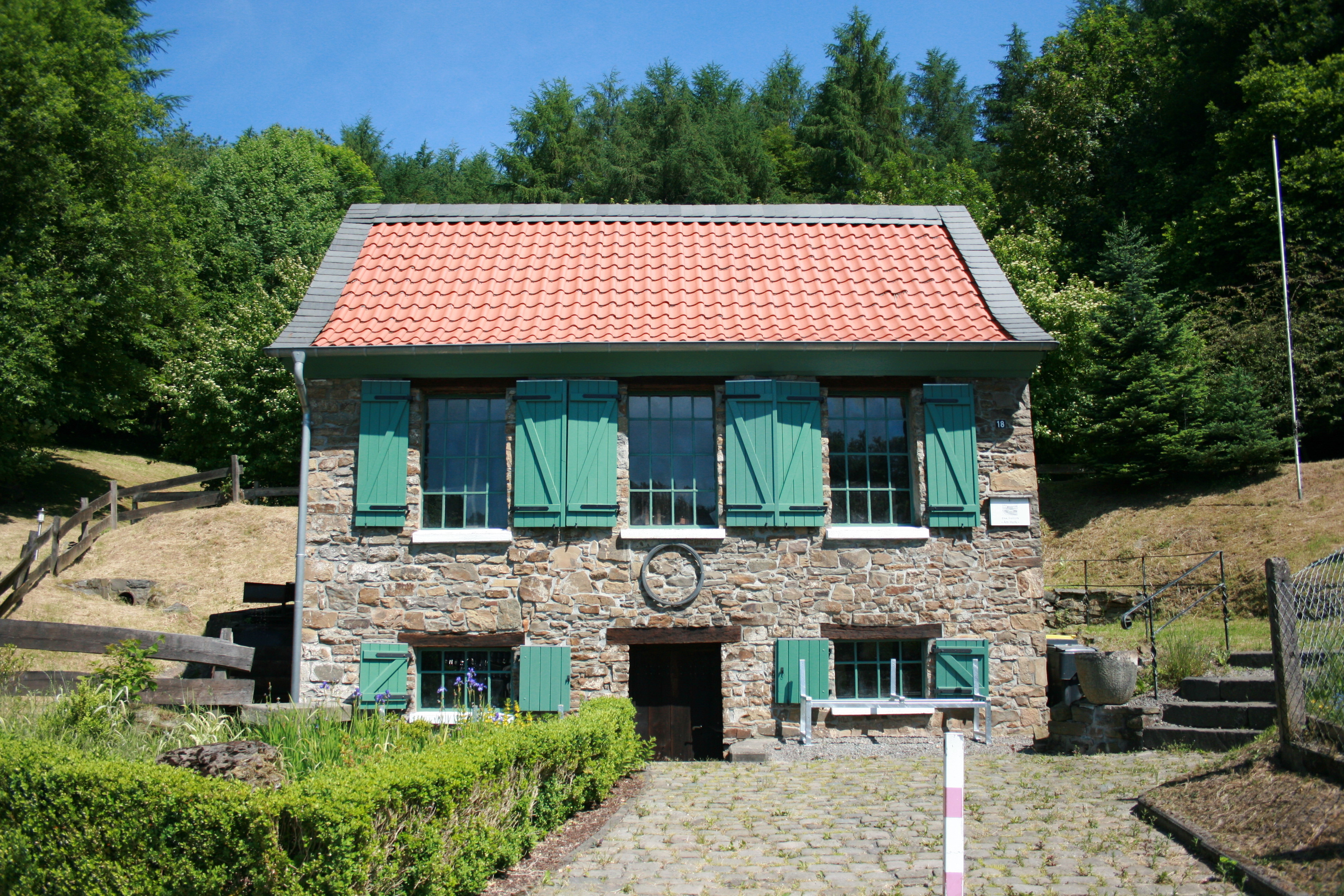
Drahtrolle „Am Hurk“

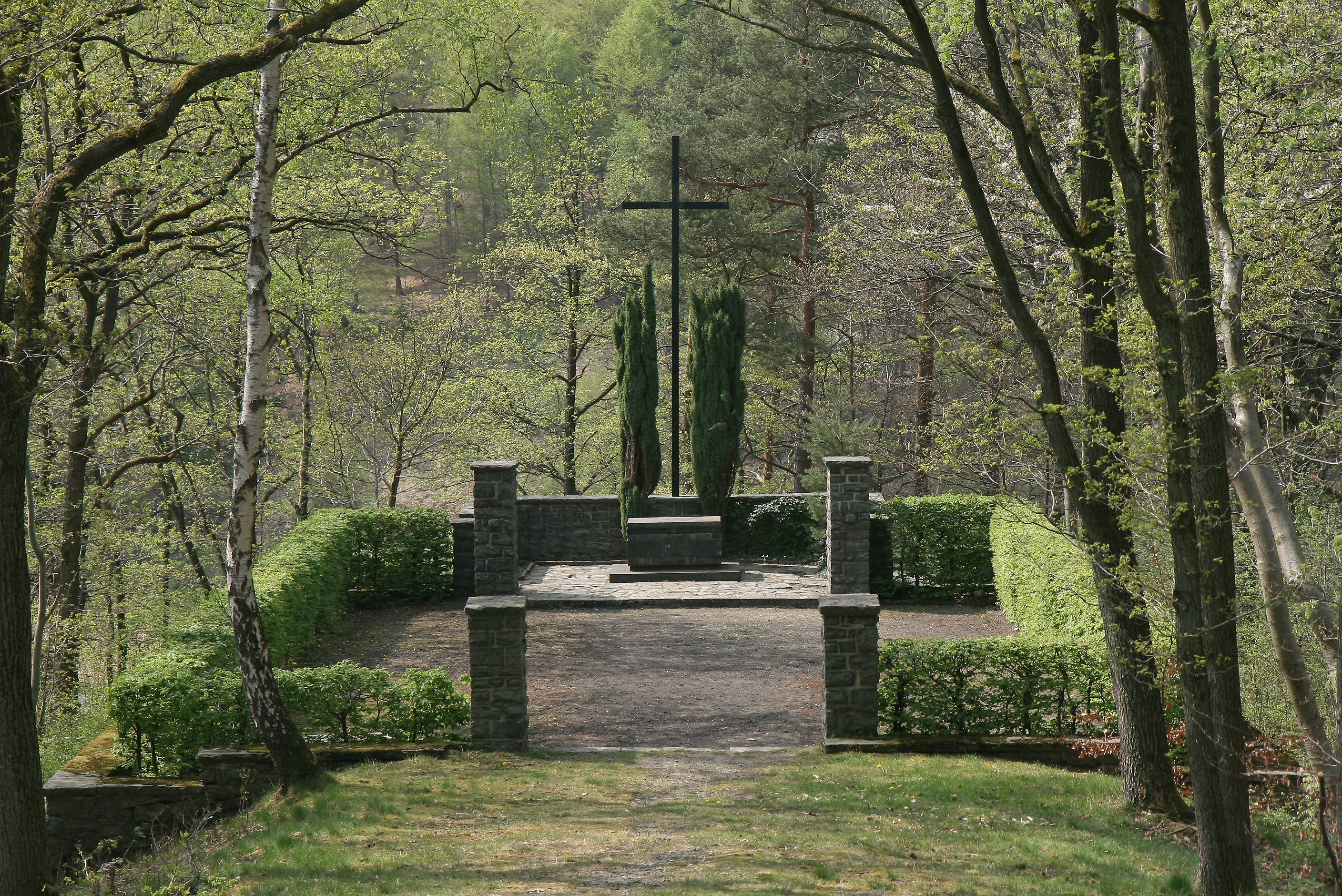
Ehrenmal

Unterhalb der Quelle des Springer Bachs befindet sich die ehemalige Drahtrolle „Am Hurk“. Sie war um 1804 eine von zwölf gleichartigen Drahtrollen im Springer Tal. Heute ist sie ein technisches Denkmal und jederzeit von außen zu besichtigen.

## Sport
In Evingsen gibt es mehrere Sportvereine, wie etwa die TS Evingsen und den FC Altena 69.

## Kirchen und Gemeinden
Die evangelische Kirche wurde 1887 im Ortskern errichtet. Die katholische Kirche St. Theresia (Am Sundern) gehörte bis 2007 zum Erzbistum Paderborn, jetzt zum Bistum Essen.

## Vereinsleben
Das Dorf Evingsen weist ein reiches Vereinsleben auf. Neben dem Schützen- und Turnverein besteht seit 1995 als drittgrößter Verein ein Heimatverein, der sich als Aufgabe gesetzt hat die Vergangenheit des Dorfes zu erforschen, die Gegenwart zu gestalten und die Zukunft zu sichern. Des Weiteren ist ein Blau-Kreuz Verein vorhanden.

## Verkehr
Durch Evingsen führt die Landesstraße 683. Eine Busverbindung in das Zentrum von Altena und in die Nachbarstadt Hemer erfolgt durch die Märkische Verkehrsgesellschaft mit der Buslinie 33, nach Dahle mit der Linie 35. Die nächste Zuganbindung befindet sich in Altena.